# Songs of No Consequence
Albums de Graham Parker
Your Country
(2004) Don't Tell Columbus
(2007)
Songs of No Consequence est un album de Graham Parker sorti le 7 juin 2005 sur le label Bloodshot Records.

## Liste des pistes
| No  | Titre                        | Auteur        | Durée |
| --- | ---------------------------- | ------------- | ----- |
| 1.  | Vanity Press                 | Graham Parker | 3:46  |
| 2.  | Bad Chardonnay               | Parker        | 4:45  |
| 3.  | She Swallows It              | Parker        | 2:54  |
| 4.  | Chloroform                   | Parker        | 5:15  |
| 5.  | Evil                         | Parker        | 3:03  |
| 6.  | Dislocated Life              | Parker        | 3:59  |
| 7.  | Suck 'n' Blow                | Parker        | 4:58  |
| 8.  | There's Nothing on the Radio | Parker        | 3:30  |
| 9.  | Ambivalent                   | Parker        | 4:11  |
| 10. | Go Little Jimmy              | Parker        | 3:43  |
| 11. | Local Boys                   | Parker        | 3:01  |
| 12. | Did Everybody Just Get Old?  | Parker        | 3:27  |